# Volo TAROM 3107
Il volo TAROM 3107 era un volo charter operato da un Boeing 737-300. Il 30 dicembre 2007, durante la procedura di decollo, l'aereo urtò un'auto di servizio che stava effettuando lavori di riparazione di apparecchiature di illuminazione sulla pista dell'aeroporto Internazionale Henri Coandă di Otopeni, in Romania.

## Incidente
Il volo 3107 era un volo charter che partiva dall'aeroporto principale di Bucarest, Otopeni e aveva, come destinazione di vacanza, l'aeroporto principale dell'Egitto a Sharm el-Sheikh. Poco prima delle 11:00, una squadra di addetti alla manutenzione entrò nella pista 08R dell'OTP per eseguire lavori di manutenzione sulle luci centrali della pista. La squadra di manutenzione era composta da quattro operai e due veicoli. Due degli operai lavoravano a circa 600 metri dalla soglia e gli altri due lavoravano a circa 1500 metri dalla soglia. In quel momento la visibilità era scarsa a causa della fitta nebbia.
Alle 10:49, la squadra di manutenzione contattò la torre di controllo per ottenere l'approvazione per iniziare le operazioni di pulizia delle luci centrali. Poco meno di dieci minuti dopo, la torre approvò l'inizio dei lavori. A un certo punto, gli operai dovettero lasciare la pista per consentire il decollo di un aereo, ma furono autorizzati a riprendere i lavori poco dopo.
Quindi, alle 11:25:13, il volo 3107 venne autorizzato ad entrare nella pista 08R e poco più di un minuto dopo venne autorizzato al decollo. Tra le 11:26:40 e le 11:26:50 la torre di controllo chiese agli addetti alla manutenzione se la pista fosse libera, ma non ricevette risposta. Alle 11:27:04, in accelerazione per il decollo, a una velocità di circa 90 nodi (170 km/h), il Boeing 737 urtò un veicolo a 600 metri dalla soglia della pista con il motore numero 1 e con il carrello di atterraggio sinistro.
L'aereo uscì dal lato sinistro della pista e si fermò a 137 metri a sinistra della linea centrale e a 950 metri dalla soglia. I passeggeri vennero evacuati tramite gli scivoli di emergenza.
Nicolae Ghinescu, il pilota al comando del volo 3107, che aveva oltre ventidue anni di esperienza di volo, disse ai giornalisti: "durante la procedura di decollo, dopo 400 o 500 metri, abbiamo incontrato un ostacolo, e non potevamo evitarlo". Egli disse anche: "L'auto non era segnalata, non aveva i fari accesi, e due persone avevano cercato di spostare l'auto per liberare la pista, ma ormai era troppo tardi".

## Conseguenze
Il Boeing 737 utilizzato per il volo 3107 venne demolito, poiché danneggiato in modo irreparabile a seguito della collisione con l'auto di manutenzione e l'uscita dalla pista. Questo incidente rappresenta la diciassettesima perdita di un Boeing 737-300.